# IX Państwowe Liceum i Gimnazjum im. Jana Kochanowskiego we Lwowie
IX Państwowe Liceum i Gimnazjum im. Jana Kochanowskiego we Lwowie – polska szkoła z siedzibą we Lwowie w okresie II Rzeczypospolitej, od 1938 o statusie gimnazjum i liceum ogólnokształcącego.

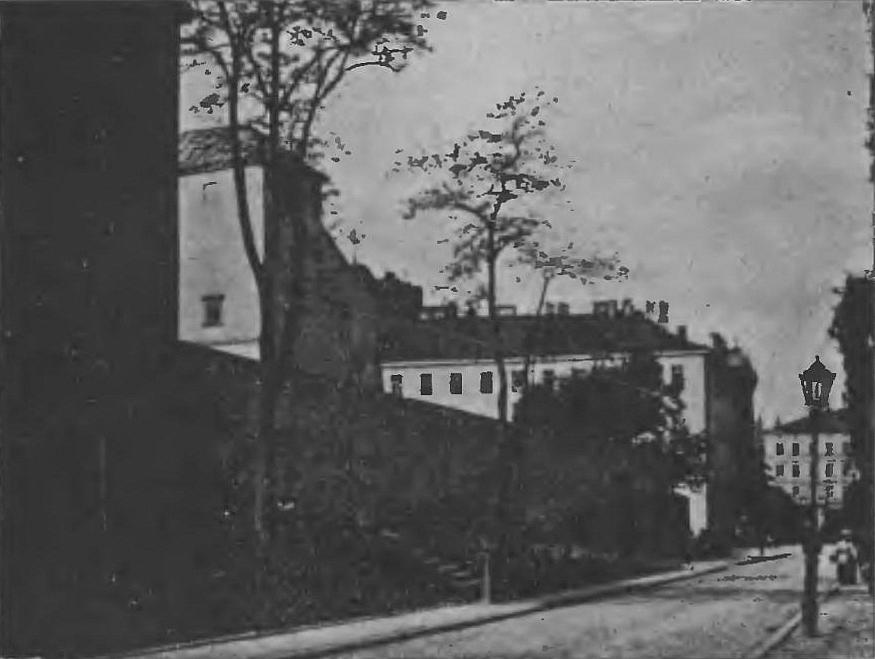
Zabudowania bernadyńskie (widok od ul. Wałowej)

## Historia
Pierwotnie w okresie zaboru austriackiego 24 czerwca 1898 została utworzona filia C. K. IV Gimnazjum we Lwowie, działająca od 1 września 1898 pod nazwą „Oddział równorzędny VI gimnazjum”. Decyzja była podyktowana przepełnieniem liczby uczniów IV Gimnazjum, wobec czego dokonano wydzielenia wszystkich oddziałów „b” z klas i utworzenia z nich oddziałów równorzędnych, początkowo prowadzonych osobno w siedzibie gimnazjum. Wobec dalszego wzrostu liczby uczniów uczących się w gmachu IV Gimnazjum (w roku szkolnym 1908/1909 było 1217 uczniów) w 1909 została najęta od dra Zakreisa kamienica przy ulicy Chocimskiego 6, w której została umieszczona filia IV Gimnazjum. Nowe położenie – w lokalizacji dzielnicy kolejowej – przyczyniło się do rozwoju tej placówki, która przerosła liczebnie oddział macierzysty (w 1911 uczęszczało do niej 1493 gimnazjalistów). Z uwagi na to najmowano inne lokale przy ul. Chocimskiej w bezpośredniej bliskości pierwotnej kamienicy.
W 1914 z oddziałów równorzędnych została utworzono filia IV Gimnazjum. Podczas I wojny światowej 1914-1918 pomieszczenia gimnazjum był zajmowany przez wojsko. 2 lutego 1918 w zajściach we Lwowie zginął uczeń szkoły Marian Czerkas.
Po odzyskaniu przez Polskę niepodległości władze II Rzeczypospolitej zezwoliły 29 kwietnia 1920 na przekształcenie filii w samoistne w „Gimnazjum państwowe (IX) im. Jana Kochanowskiego”, które od 1921 funkcjonowało jako samodzielna jednostka. Do powstania szkoły przyczynił się wówczas kurator lwowski, Stanisław Sobiński.
W szkole prowadzono osiem klas. Na początku lat 20. gimnazjum funkcjonowało nadal w trzech budynkach, będących własnością dra Zakreisa. W latach 20. i do 1939 szkoła nadal mieściła się przy ul. Chocimskiej 6 (obecna ulica Hotyńśka). Gimnazjum działało w typie humanistycznym. W 1926 w gimnazjum prowadzono osiem klas w 18 oddziałach, w których uczyło się 732 uczniów wyłącznie płci męskiej.
Zarządzeniem Ministra Wyznań Religijnych i Oświecenia Publicznego Wojciecha Świętosławskiego z 23 lutego 1937 „IX Państwowe Gimnazjum im. Jana Kochanowskiego we Lwowie” zostało przekształcone w „IX Państwowe Liceum i Gimnazjum im. Jana Kochanowskiego we Lwowie” (państwową szkołę średnią ogólnokształcącą, złożoną z czteroletniego gimnazjum i dwuletniego liceum), a po wejściu w życie tzw. reformy jędrzejewiczowskiej szkoła miała charakter męski, a wydział liceum ogólnokształcącego był prowadzony w typie humanistycznym.

## Dyrektorzy
- Karol Rawer (1989-1903, kierownik)[2][14]
- Mieczysław Jamrógiewicz (IX 1901 – zastępczo, 1903-1909, kierownik)[2][15]
- Wojciech Grzegorzewicz (1909-1910)[2][16][17]
- Władysław Dropiowski (1911-1919)[18][2][16]
- Wojciech Grzegorzewicz (1919-1929)[16]
- Włodzimierz Bursztyński (1929-1939)[19][5].

## Nauczyciele
- Karol Badecki
- Stanisław Borowiczka
- Wacław Borzemski
- Ludwik Jus
- Aleksander Medyński
- Władysław Podlacha
- Witold Rybczyński
- Kazimierz Sośnicki
- Jan Świerzowicz
- Rudolf Wacek

## Uczniowie i absolwenci
Absolwenci
- Adolf Gawalewicz – prawnik, pisarz (1935)
- Bolesław Jałowy – histolog, dermatolog (1925)
- Stefan Mękarski – żołnierz, polityk, publicysta (1913)
- Bronisław Nadolski – polonista, historyk literatury (1923)
- Adam Niedenthal – żołnierz (1916)
- Jan Rogowski – nauczyciel, żołnierz (1913)
- Michał Seredyński – nauczyciel, oficer
- Adam Schmuck – geograf i meteorolog (1924)
- Zbigniew Stuchly – biolog, wojskowy

Uczniowie
- Tadeusz Biliński – fotograf
- Artur Karaczewski – polityk